# Theodor II. (Montferrat)
Theodor II. Palaiologos (Teodoro II Paleologo, * wohl 1364; † 16. April 1418) war Markgraf von Montferrat ab 1381.
Er war der drittgeborene Sohn von Markgraf Johann II. und Isabella von Mallorca. Nach dem Tod seines Bruders Johann III. (1381) fiel ihm die Regentschaft zu. Montferrat befand sich nach dem Tod seines Vaters (1372) in einer Krise, nachdem kurz nacheinander zwei junge Markgrafen angetreten waren, die beide nicht die nötige Autorität aufbringen konnten, um mit den inneren Zuständen in der Markgrafschaft umzugehen. In seiner Jugend und vor seinem Regierungsantritt stand Theodor II. unter der Vormundschaft von Gian Galeazzo Visconti, und es wurde bald deutlich, dass auch Theodor ein schwacher Herrscher wurde. Als er durchsetzte, die Ehe mit einer Tochter von Leonardo Malaspina, Markgraf von Lunigiana, zu schließen, musste er Asti an Gian Galeazzo abtreten.
Nach dem Tod seiner beiden ersten Ehefrauen heiratete er am 17. Februar 1403 Margarete von Savoyen, Tochter von Amadeus von Piemont, Titularfürst von Achaia. Unmittelbar danach brach ein Krieg zwischen Theodor und Amadeus VIII. von Savoyen aus. Erst das Eingreifen von Filippo Maria Visconti zugunsten Theodors – gekoppelt mit einer Bündnisverpflichtung auch in anderer Richtung – stellte Theodors Macht in Montferrat wieder her.
Im Jahr 1400 übergab Theodor Borgo San Martino an Facino Cane de Casale als Dank für dessen Dienste. 1409 gelang es den beiden, Mailand und Genua einzunehmen. Theodor hielt beide Städte bis zum Jahr 1413, bis ihm die Herrschaft sowohl im Piemont als auch in der Lombardei zu schwierig wurde (Facino Cane war 1412 gestorben); er gab die Eroberungen gegen eine umfangreiche Geldsumme wieder auf.
Nach dem Tod Facinos musste er sich mit den Visconti im Piemont auseinandersetzen, bis 1417 eine Übereinkunft erreicht wurde. Theodor starb wenig später, sein Nachfolger wurde sein Sohn Johann Jakob.
Neben Johann Jakob hatte er noch eine Tochter, Sofia, † 21. August 1434, die am 26. Januar 1404 mit Filippo Maria Visconti verlobt wurde, ihn aber nicht heiratete. Am 19. Januar 1421 heiratete sie Johannes VIII. Palaiologos, der 1425 Kaiser von Byzanz wurde und sie im August 1426 verstieß.
| Personendaten    | Personendaten                                 |
| ---------------- | --------------------------------------------- |
| NAME             | Theodor II.                                   |
| ALTERNATIVNAMEN  | Theodor II. Palaiologos; Teodoro II Paleologo |
| KURZBESCHREIBUNG | Markgraf von Montferrat                       |
| GEBURTSDATUM     | um 1364                                       |
| STERBEDATUM      | 16. April 1418                                |